# 賴恩戰役
賴恩戰役（英語：Battle of Rain）又被稱為萊希河戰役（Battle of the River Lech），是指1632年4月15日，在巴伐利亞選侯國赖恩的萊希河附近發生的一場戰役。這場戰役屬於三十年戰爭的一部分，交戰雙方分別是由瑞典國王古斯塔夫二世·阿道夫領導的瑞典-德國軍隊，以及由蒂利伯爵約翰·塞爾克拉斯領導的天主教聯盟／神聖羅馬帝國軍隊。這場戰役是繼布萊登菲爾德戰役之後，古斯塔夫二世·阿道夫與約翰·塞爾克拉斯第二度在戰場上交手。最終是瑞典軍隊取得勝利，而約翰·塞爾克拉斯則在過程中受到重傷，並在後來傷重不治。

## 事前規劃
瑞典國王古斯塔夫二世·阿道夫指揮的瑞士軍隊兵力約40,000人。根據預先制定的計劃，古斯塔夫二世·阿道夫打算將步兵和騎兵組成包圍部隊，希望包圍和殲滅神聖羅馬帝國軍隊。其中一部分瑞典步兵在重砲的支援下，攻擊神聖羅馬帝國軍隊的防禦重心，藉此轉移敵軍的注意力。隨後，瑞典軍隊必須取得萊希河附近的控制權，並挖掘防禦工事，以擊退敵軍的進攻。當神聖羅馬帝國軍隊因為不斷嘗試破壞船橋而筋疲力竭時，瑞典騎兵由神聖羅馬帝國左翼發動襲擊，進入敵軍側翼和後方。
約翰·塞爾克拉斯指揮的天主教聯盟／神聖羅馬帝國軍隊兵力約25,000人。由於寡不敵眾且軍隊經驗不足，約翰·塞爾克拉斯下令沿著萊希河修建以賴恩為中心的防禦工事，並部署天主教聯盟軍隊佔領萊希河一側。約翰·塞爾克拉斯試圖阻止古斯塔夫二世·阿道夫軍隊的渡過萊希河，並希望盡可能拖延攻勢的時間，以爭取阿爾布雷希特·馮·華倫斯坦領導的神聖羅馬帝國增援部隊趕到。

## 戰役經過
4月14日，瑞典軍隊開始砲轟防禦工事。4月15日晚間，古斯塔夫二世·阿道夫指揮瑞典軍隊逼近萊希河，並搭建船橋渡過萊希河。古斯塔夫二世·阿道夫派遣300名芬蘭輕騎兵，冒著敵軍的火力前往對岸。這批部隊挖掘土壘作為砲臺，其後便由部分瑞典軍隊進行防衛準備。隨著軍隊陸陸續續越過對岸，古斯塔夫二世·阿道夫的軍隊成功攻擊敵軍位於山上的防禦工事，並將其破壞。
這造成包括約翰·塞爾克拉斯在內的近3,000人傷亡。其中在戰鬥一開始，軍隊指揮官約翰·塞爾克拉斯就受到致命傷。他的副手約翰·馮·奧爾德林根也受傷，無法指揮部隊。4月16日，為了避免全面戰敗，神聖羅馬帝國軍隊指揮官、巴伐利亞選帝侯馬克西米利安一世下令軍隊立即撤退，並在戰場上留下大部分火炮、槍支和補給。由於天氣惡劣、道路無法通行的緣故，神聖羅馬帝國軍隊免於全軍覆沒。

## 造成影響
賴恩戰役是三十年戰爭中最重要的戰役之一。約翰·塞爾克拉斯傷重不治後，其指揮的部隊一度士氣低落。在取得這場戰役的勝利後，古斯塔夫二世·阿道夫的瑞典軍隊得以有機會進入神聖羅馬帝國領地的正中心巴伐利亞選侯國，並佔領慕尼黑地區。但後來瑞典軍隊被迫撤出德國北部的基地。當馬克西米利安一世與阿爾布雷希特·馮·華倫斯坦會合後，瑞典軍隊發現自己被困在紐倫堡，並在9月3日爆發三十年戰爭規模最大的一場戰役。最終由於當時對神聖羅馬帝國發動的攻勢，瑞典軍隊遭到擊退。